# Jura-Nord vaudois
Jura-Nord vaudois (Duits: Bezirk Waadtländer Nordjura, Frans: District du Jura-Nord vaudois) is een bestuurlijke eenheid in het kanton Vaud. De hoofdplaats is Yverdon-les-Bains.
Het is ontstaan in 2008 uit heel veel gemeenten van de voormalige districten  Grandson, La Vallée, Orbe en Yverdon.
Het district bestaat uit 69 gemeenten, heeft een oppervlakte van 701.20 km² en heeft 85.605 inwoners in 2014.
Aigle · Broye-Vully · Gros-de-Vaud · Jura-Nord vaudois · Lausanne · Lavaux-Oron · Morges · Nyon · Ouest lausannois · Riviera-Pays-d'Enhaut

Voormalige districten: Aubonne · Avenches · Cossonay · Echallens · Grandson · La Vallée · Lavaux · Moudon · Orbe · Oron · Payerne · Pays-d'Enhaut · Rolle · Vevey · Yverdon
Agiez · Arnex-sur-Orbe · Ballaigues · Baulmes · Bavois · Belmont-sur-Yverdon · Bioley-Magnoux · Bofflens · Bonvillars · Bretonnières · Bullet · Chamblon · Champagne · Champvent · Chanéaz · Chavannes-le-Chêne · Chavornay · Concise · Corcelles-près-Concise · Chêne-Pâquier · Cheseaux-Noréaz · Cronay · Croy · Cuarny · Démoret · Donneloye · Ependes · Fiez · Fontaines-sur-Grandson ·  Giez · Grandevent · Grandson · Gressy · Juriens · L'Abbaye · L'Abergement · La Praz · Le Chenit · Le Lieu · Les Clées · Lignerolle · Mathod · Mauborget · Molondin · Montagny-près-Yverdon · Montcherand · Mutrux · Novalles · Onnens · Orbe · Orges · Orzens · Pomy · Premier · Provence · Rances · Romainmôtier-Envy  ·  Rovray · Sainte-Croix · Sergey · Suchy · Suscévaz ·  Tévenon · Treycovagnes · Ursins · Valeyres-sous-Montagny  · Valeyres-sous-Rances · Valeyres-sous-Ursins · Vallorbe · Vaulion · Villars-Epeney · Vugelles-La Mothe · Vuitebœuf · Yverdon-les-Bains · Yvonand